# 박도수
박도수(朴度洙, 일본식 이름: 吉田景宅)는 일제강점기의 불교 승려이며 법명은 경택(景宅)이다.

## 생애
1920년 영천의 봉림사와 정수암 주지를 맡았고, 1924년부터는 영지사 주지를 7년 동안 역임한 경상북도 지역의 승려였다.
1934년 팔공산의 대본산 은해사 주지로 조선총독부의 인가를 받았다. 박도수는 은해사 주지 재임 중이던 1935년에 경북 5본산 승려들을 중심으로 꾸려진 일본 시찰단에 포함되어 일본 각지를 다녀왔으며, 이 무렵 조선총독 우가키 가즈시게가 앞장서 추진한 심전개발 운동에도 협조했다.
1936년 우가키가 이임하게 되자 경북불교협회는 재임 5년 동안의 공적에 감사를 표시하는 인사장을 보내고, 일본으로 떠나는 우가키의 열차가 대구역을 통과할 때 주지들이 플랫폼에 나가 인사를 했다. 경북불교협회는 경북 5본산이 합동 결성한 단체로 박도수는 회장직을 맡고 있었으며, 대구역 고별인사 대열에도 직접 참가했다.
첫 3년의 임기를 마치고 1937년에는 두 번째로 주지직에 올랐는데, 재임 인가를 받은 다음날 중일 전쟁이 발발했다. 박도수는 곧바로 은해사에서 시국극복과 국위선양 무운장구 기원 법요라는 행사를 열고, 직접 시국 강연을 했다. 국방헌금 모금에도 나서 1938년 4월 1일까지 은해사 본·말사가 일제에 헌납한 금액은 856원 62전이었으며, 별도로 물품도 바쳤다.
1938년부터는 본격적으로 근로보국대를 조직하고 본인은 대장직에 올라 일본군 위문금을 모았다. 1939년 중일 전쟁 2주년을 기해 기념식 및 황군 전몰장병 위령제를 집도하기도 했다. 이 무렵 전쟁 물자가 부족해지면서 철제류를 모으게 되자, 박도수는 본·말사에서 철을 수집해 헌납했다.
1940년 은해사 주지 선거에서 낙선하여 이석두에게 주지직을 물려주었다. 광복 후에도 경북교무원 총무국장(1947년)과 원장(1948년)을 지내며 활동한 기록이 있으나, 이후 행적은 알 수 없다.
2008년 민족문제연구소가 발표한 친일인명사전 수록예정자 명단 종교 부문에 포함되었다.

## 같이 보기
- 은해사

## 참고자료
- 임혜봉 (2005년 3월 1일). 〈이석두 : 일본군 위령제를 봉행한 은해사 주지〉. 《친일 승려 108인》. 서울: 청년사. 259~260쪽쪽. ISBN 9788972783848.